# Deranged (film, 1974)
Deranged (v USA i pod názvem Deranged: The Confessions of a Necrophile, volným překladem choromyslný: zpověď nekrofila) je kanadsko-americký horor z roku 1974 režisérů Alana Ormsbyho a Jeffa Gillena. Vychází z příběhu sériového vraha Eda Geina.

## Herecké obsazení
- Roberts Blossom jako Ezra Cobb, protagonista příběhu
- Cosette Lee jako Amanda Cobbová, matka Ezry
- Leslie Carlson jako novinář Tom Simms
- Robert Warner jako Harlon Kootz, soused
- Marcia Diamond jako Jenny Kootz, manželka Harlona
- Brian Smeagle jako Brad Kootz, syn Jenny a Harlona
- Arlene Gillen jako paní Johnsonová
- Robert McHeady jako šerif
- Marian Waldman jako Maureen Selbyová, přítelkyně Amandy
- Jack Mather jako opilec v baru
- Micki Moore jako barmanka Mary Ransumová
- Pat Orr jako Sally, Bradova dívka

## Děj
Na začátku filmu uvádí diváka do děje novinář Tom Simms, který sdělí, že se jedná o věrnou rekonstrukci příběhu sériového vraha. Poté ještě několikrát vstoupí do děje, aby vysvětlil některé souvislosti či posunul příběh o určitý časový úsek dále.
Hlavní postavou je zde venkovský podivínský farmář Ezra Cobb, jenž žije s matkou Amandou Cobbovou na chátrajícím statku. Otec zemřel, když mu bylo 10 let. Matka je velmi dominantní, navíc náboženská fanatička, synovi nedovoluje žádné kontakty se ženami. Varuje ho před nimi, podle ní to jsou jen posluhovačky zla, které jej mají ošálit a svést k hříchu. Poté, co matka prodělá mrtvici a stane se imobilní, Ezra ji přenese z pokoje do přízemí a 12 let se o ni stará. Krmí ji, koupe ji, předčítá jí a utěšuje. V očích sousedů je vzorným a oddaným synem, ale uvnitř něj narůstá psychóza, která naplno propukne po matčině smrti. Ezra byl na ní silně citově závislý a s její smrtí se nedokáže vypořádat. Začíná mít paranoidní představy, že k němu matka promlouvá ze záhrobí. Uplyne rok a Ezra stále udržuje její pokoj precizně uklizený, jakoby se měla každou chvíli vrátit. Nakonec se vydá na hřbitov, vykope rakev a mrtvolu odveze domů. Jelikož je v určitém stupni rozkladu, začne studovat balzamování, v němž se postupně zdokonaluje.
Ezra Cobb žije v blízkém vztahu s rodinou svého souseda Harlona Kootze, jemuž pomáhá s všelijakými věcmi. Často se zdržuje u něj doma. Jednou během oběda čte Harlon v novinách nekrolog o paní Johnsonové, jeho bývalé učitelce. Ezra neví, co je nekrolog a Kootz mu to vysvětlí. Když pak Cobb oceňuje význam takového článku, v němž jsou uvedeny mnohé pro něj užitečné detaily, jeho řeči považují ostatní za bláznivé a smějí se mu. On však mluví vážně. Např. o tom, že není třeba exhumovat celé tělo, když stačí vzít pouze jeho část.
Jenny a Harlon Kootzovi navrhnou Ezrovi seznámení se se ženou. On – poslušný slov své matky odmítne, ale přizná, že jediná žena, které může věřit je Maureen Selbyová, bývalá matčina přítelkyně. Když jeho matka umírala, řekla mu, že se na ni může případně obrátit, je na ni spoleh. Kootzovi mu navrhnou, aby to zkusil. Cobb Maureen kontaktuje a ta se mu svěří, že rozmlouvá se svým mrtvým manželem, který jí moc chybí. To Ezra chápe, sám doma rozmlouvá s mrtvou matkou a dalšími mumifikovanými mrtvolami, které vyzvedl z hrobů, aby dělaly matce společnost. Ovšem on s nimi rozmlouvá mnohem bezprostředněji, což Maureen netuší. Navrhne mu, aby se zúčastnil vzájemné seance a poté mu naznačí, aby jí poskytl fyzickou lásku. Zavede Cobba do ložnice, ten je vzrušen, ale v poslední chvíli mu na mysl vytanou matčiny hrozby o smilstvu, hříchu a vině a Maureen v posteli zastřelí.
Odteď začne vyhledávat dámskou společnost. V místním baru mu padne do oka číšnice Mary Ransumová. Snaží se k ní chovat galantně a dá jí najevo svůj zájem. Mary o něj nestojí, ale vysloveně jej neodmítne. Ezra ji poté bedlivě sleduje po zavírací době, až se jednou odhodlá k činu. Propíchne jí pneumatiku a pak jí nabídne odvoz. Pod záminkou opravy jejího auta jí zaveze k sobě domů. Mary na něj čeká v autě, ale když Cobb dlouho nejde, odhodlá se vstoupit do domu. Zažehne si petrolejovou lampu a otevře dveře do přízemního pokoje. Čeká na ni šok, v pokoji jsou rozesazeny ženské mrtvoly a v dámském šatu převlečený Cobb. S cáry vypreparované lidské kůže na obličeji hraje na flašinet. Mary s řevem utíká pryč. Cobb ji dostihne u auta a omráčí.
Když se Mary probere, Ezra k ní hovoří a omlouvá se, že ji musel svléci do spodního prádla. Vystrojil pro ni hostinu, aby jí dokázal svou náklonnost. Chlubí se věcmi zhotovenými z mrtvol (buben z lidské kůže, kost jako palička), předpokládá, že Mary ocení jeho šikovnost. Ta se snaží udržet si chladnou hlavu a spřádá plán, jak Ezru přelstít. Přiměje ho, aby ji rozvázal a pak jej udeří láhví. Snaží se utéct, ale Cobb ji dostihne a ubije silnou kostí.
Uplyne určitá doba, aniž by policie zachytila jakoukoli stopu. Harlon Kootz představí Ezrovi Sally – dívku jeho syna Brada, která prodává v železářství ve městě. Jednoho dne jde Harlon s Bradem nakoupit do obchodu potřebné vybavení pro lov, Cobb s nimi nechce jít lovit. Když otec se synem odchází, ještě se zdrží v obchodě. Vezme do ruky pušku a postřelí Sally do obličeje. Pak ji naloží do svého pick-upu a odváží k sobě domů. Cestou se Sally probere v nákladovém prostoru a uprchne do lesa. Cobb bere pušku a stíhá ji. Sally se daří utíkat do chvíle, kdy se chytí do železné čelisti pasti, kterou ironií osudu nastražil na zvěř její přítel Brad se svým otcem.
Oba mezitím přijíždějí do obchodu a naleznou zde krvavé stopy. Společně se šerifem se vydávají na Ezrovu farmu, aby ho vyslechli, on byl tím posledním v obchodě. Harlon Kootz odmítá uvěřit, že by s tím mohl mít Ezra něco společného.
Cobb zavěsil nahou (a již mrtvou) Sally hlavou dolů na hák ve stodole. Bere do ruky nůž a vyřízne jí pohlaví. Když na farmu přijíždí Kootzovi s šerifem, pootevřenými vraty zahlédnou zmrzačenou Sally. Šerif běží do domu, v pokoji sedí Cobb v zakrváceném tričku a sípavě se směje.

## Citáty
Hej, rád by sis omakal tento kousek, že? Hochu, kdybych měl šanci, tak bych jí vytřískal mozek z hlavy. Koukni na ten zadek. Ach, kdybych nebyl starý, zatraceně... Život je bolest a bůh sadista. (opilec v baru)

## Zajímavosti
- Film zaujal Pera Gyllenbacka (vokály) a jeho přítele Rickarda Wermena (bicí) natolik, že po něm pojmenovali v roce 1991 svou death metalovou kapelu ze Švédska – Deranged.[2] Jejich první demo z roku 1992 se jmenuje The Confessions of a Necrophile, stejně jako americký titul filmu.[3]